# Huntsworth
 (mars 2018).
Si vous disposez d'ouvrages ou d'articles de référence ou si vous connaissez des sites web de qualité traitant du thème abordé ici, merci de compléter l'article en donnant les références utiles à sa vérifiabilité et en les liant à la section « Notes et références ».
Huntsworth (LSE: HNT) est une société anonyme de communication et de lobbying dont le siège est à Londres et cotée sur le London Stock Exchange.
Le groupe opère dans 62 bureaux répartis dans 29 pays.
Le groupe dispose de quatre divisions que sont Huntsworth Health, Grayling, Citigate Dewe Rogerson et Red. 

## Historique[2]
Huntsworth plc a été fondé en 2000. En 2004, Citigate Dewe Rogerson ouvre ses bureaux à Paris.
Le Groupe a entrepris en 2009 une importante initiative de repositionnement de la marque axée autour de Citigate Dewe Rogerson, Grayling, Huntsworth Health et Red.
Le 17 juillet 2018, le groupe annonce l’acquisition de Giant Creative pour 72 millions de dollars et se renforce sur le marketing de santé.

## Activités
Le groupe est composé de quatre divisions que sont Huntsworth Health, Grayling, Citigate Dewe Rogerson et Red. 
Huntsworth Health est une agence mondiale de communication de santé.
Citigate Dewe Rogerson est une agence mondiale de conseil spécialisée dans la communication financière et corporate.
Grayling est spécialisé dans la gestion de réputation pour des organisations de divers secteurs tels que la technologie, l’énergie, la santé.
Red Consultancy est un cabinet de conseil en communication multispécialiste, centré sur le consommateur.

## Principaux actionnaires
Au 31 mars 2020.
| Hargreave Hal                   | 9,19% |
| Berry Street Capital Management | 5,46% |
| Michinoko                       | 4,97% |
| Merian Global Investors         | 4,64% |
| Wellcome Trust                  | 4,51% |
| J.O. Hambro Capital Management  | 4,25% |
| Aviva Investors Global Services | 3,94% |
| Aberforth Partners              | 3,40% |
| Lombard Odier Asset Management  | 2,51% |
| FIL Investment Advisors         | 2,33% |

## Gouvernance
Huntsworth plc est dirigé par un conseil d'administration, dont les membres sont Derek Mapp, Paul Taaffe, Neil Jones, Andy Boland, Nicky Dulieu et Pat Billingham.

## Lobbying

### Auprès des institutions de l'Union européenne
Grayling est inscrit depuis 2010 au registre de transparence des représentants d'intérêts auprès de la Commission européenne. Il déclare en 2020 pour cette activité des dépenses annuelles d'un montant compris entre 2 250 000 et 2 500 000 euros.

### En France
Pour l'année 2020, Grayling France déclare à la Haute Autorité pour la transparence de la vie publique exercer des activités de lobbying en France pour un montant qui n'excède pas 300 000 euros.